# Philip Rießle
Philip Rießle (* 3. Januar 1988 in Waldkirch) ist ein ehemaliger deutscher Eishockeyspieler, der aus der Jugendabteilung des EHC Freiburg stammt, einige Jahre beim TEV Miesbach in der Eishockey-Oberliga spielte und zwischen 2011 und 2020 ununterbrochen bei seinem Heimatverein aktiv war.

## Karriere
Rießle absolvierte in seiner ersten Profisaison 2006/2007 drei Spiele für den EHC Freiburg, wechselte nach der Saison jedoch ins bayrische Miesbach, wo er einen Ausbildungsplatz gefunden hatte. Nach vier Spielzeiten beim TEV Miesbach, in denen er sich zu einem kompletten Spieler weiterentwickelt hatte, wechselte er zur Saison 2011/2012 zurück zum EHC Freiburg, der gerade in der Regionalliga einen Neuanfang machen musste. Im ersten Jahr nach seiner Rückkehr zum EHCF schaffte er auf Anhieb den Aufstieg mit seiner Mannschaft in die Eishockey-Oberliga. Sowohl hier als auch später in der DEL2 konnte er sich behaupten und war nicht nur Stammspieler, sondern wurde vor der Saison 2013/14 als Nachfolger von Patrick Vozar zum Mannschaftskapitän gewählt. Insgesamt war sieben Jahre lang Kapitän der Breisgauer Mannschaft und ging seiner Karriere als Eishockeyspieler auch noch einer regulären Berufstätigkeit in einem Industrieglas-Unternehmen nach. Im März 2020 beendete er seine Karriere als Profi-Eishockeyspieler.

## Erfolge und Auszeichnungen
- 2010 Meister der Bayernliga mit dem TEV Miesbach
- 2012 Aufstieg in die Eishockey-Oberliga mit dem EHC Freiburg
- 2015 Aufstieg in die DEL2 mit dem EHC Freiburg

## Karrierestatistik
(Legende zur Spielerstatistik: Sp oder GP = absolvierte Spiele; T oder G = erzielte Tore; V oder A = erzielte Assists; Pkt oder Pts = erzielte Scorerpunkte; SM oder PIM = erhaltene Strafminuten; +/− = Plus/Minus-Bilanz; PP = erzielte Überzahltore; SH = erzielte Unterzahltore; GW = erzielte Siegtore; 1 Play-downs/Relegation; Kursiv: Statistik nicht vollständig)